# Postelja
Postelja je pohištveni kos, del notranje stanovanjske opreme, namenjen spanju in počitku. Posteljo sestavljata posteljnjak in posteljna oprema. Funkcijo postelje so imele tudi druge vrste ležišč. Poimenovanje postelj je praviloma povezano z uporabnikom (zakonska, otroška, bolniška, vojaška) z velikostjo (enojna, dvojna), izvirom (francoska), gradivom (vodna).